# Harry Triguboff

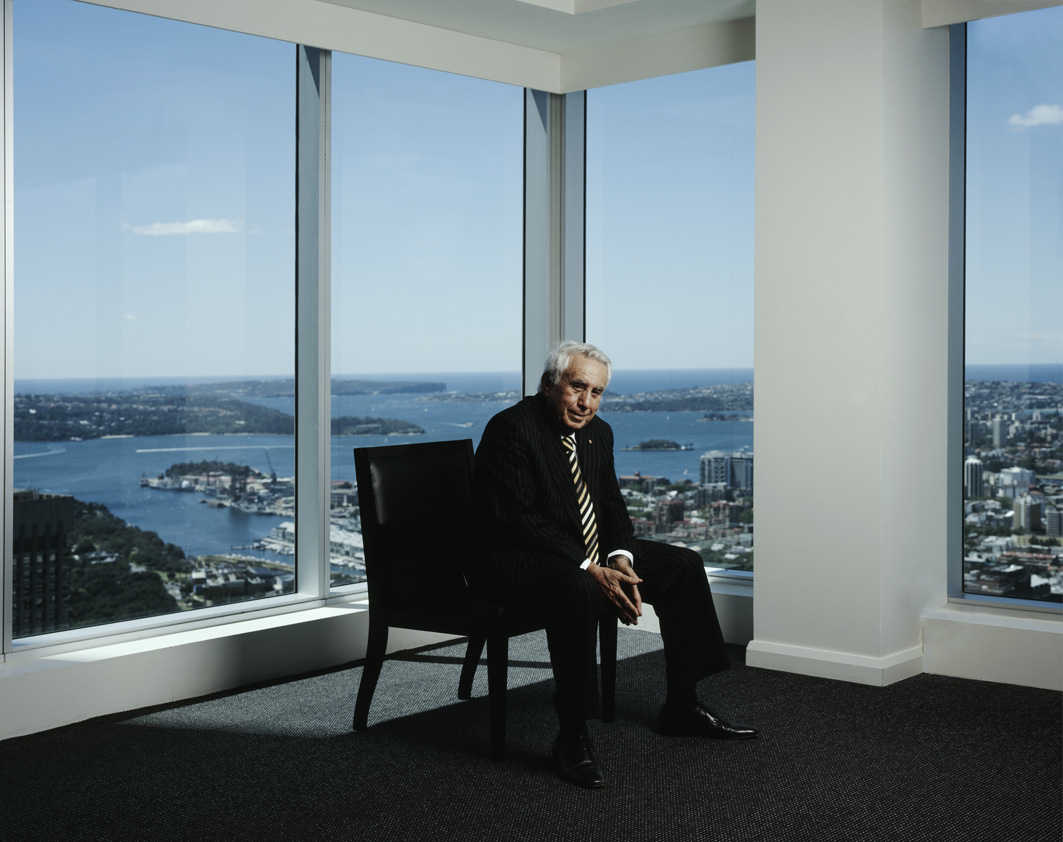
Harry Triguboff

Harry Oscar Triguboff AO (* 3. März 1933 in Dalian, China) ist ein australischer Unternehmer.

## Leben
Triguboff wuchs in einer jüdischen Familie in China auf. 1947 zog er mit ihr nach Australien und besuchte das Scots College in Sydney. Er studierte Textilwissenschaften an der University of Leeds in England. Nach seinem Studium arbeitete er in der Textilbranche in Israel und in Südafrika. 1960 kehrte er nach Australien zurück. In den folgenden Jahren begann er, im Bau- und Immobiliensektor tätig zu werden. 1963 gründete er das Immobilienunternehmen Meriton Apartments. Nach Angaben des US-amerikanischen Forbes Magazine gehört Triguboff zu den reichsten Australiern.
1990 wurde er zum Member des Order of Australia ernannt. Für seine Verdienste um die Gemeinschaft als Philanthrop und um die Wohnungsbauindustrie wurde er 1999 zum Officer des Order of Australia ernannt.